# 3M
The 3M Company (NYSE: MMM) — американська мультинаціональна корпорація, також відома як Minnesota Mining and Manufacturing Company. Головний офіс компанії базується у місті Мейпелвуд, штат Мінесота, США. За рейтингом оцінки компаній Global 2000 журналу Форбс компанія посідає 169 місце у світі (станом на 2010 рік). Компанію було засновано у 1902 році як підприємство гірничодобувної промисловості. Далі компанія займалася виробництвом абразивних матеріалів для обробки різних типів поверхонь. Вже тоді компанія стала відомою як виробник інноваційних продуктів у своїй сфері.
Понад 84 000 співробітників компанії виробляють більше 55 000 продуктів, як-от абразив, клей, ламінат, засоби пасивного пожежного захисту, стоматологічна продукція, засоби догляду за автомобілями (поліролі, шампуні), електронні мікросхеми та оптичні плівки. 3М має свої представництва у понад 60 країнах світу - 29 міжнародних компаній з виробничими підрозділами, 35 з власними лабораторіями. Компанія постійно інвестує в розвиток науки. Середній розмір інвестицій на рік складає приблизно 1,7 млрд. доларів США. Продукція 3M  представлена у більше, ніж 200 країнах світу, а штат співробітників нараховує більше 89,000 осіб.

## Продукти та патенти
Станом на 2019 рік 3M виробляє приблизно 60 000 продуктів,  і має чотири бізнес-групи, які зосереджені на безпеці, промисловості, транспорті та електроніці,  охороні здоров’я та споживчих товарах. 3M отримала свій перший патент у 1924 році та придбала близько 3000 нових патентів щорічно. У 2014 році компанія перевищила межу в 100 000 патентів.